# Brixia unistriata
Brixia unistriata är en insektsart som beskrevs av Synave 1961. Brixia unistriata ingår i släktet Brixia och familjen kilstritar. Inga underarter finns listade i Catalogue of Life.